# شيري مون زومبي
شيري مون زومبي (بالإنجليزية: Sheri Moon Zombie)‏ هي مصممة أزياء وعارضة وممثلة أمريكية، ولدت في 26 سبتمبر 1970 بسان خوسيه في الولايات المتحدة.

## أعمال

### أفلام
- (2003) منزل الألف جثة[4]
- (2005) منبوذو الشيطان
- (2007) عيد القديسين[5]
- (2009) هالووين 2[6]
- (2012) لوردات سالم
- (2016) 31[7]

## وصلات خارجية
- شيري مون زومبي على موقع IMDb (الإنجليزية)
- شيري مون زومبي على موقع ألو سيني (الفرنسية)
- شيري مون زومبي على موقع أول موفي (الإنجليزية)
- شيري مون زومبي على موقع إن إن دي بي (الإنجليزية)
- شيري مون زومبي على موقع قاعدة بيانات الفيلم (الإنجليزية)
- شيري مون زومبي على موقع كينوبويسك (الروسية)